# Ortucchio
Ortucchio é uma comuna italiana da região dos Abruzos, província de Áquila, com cerca de 1 977 habitantes. Estende-se por uma área de 35 km², tendo uma densidade populacional de 56 hab/km². Faz fronteira com Collelongo, Gioia dei Marsi, Lecce nei Marsi, Pescina, Trasacco.

## Demografia
| Variação demográfica do município entre 1861 e 2011                               |
|                                                                                   |
| Fonte: Istituto Nazionale di Statistica (ISTAT) - Elaboração gráfica da Wikipedia |